# Sphaerodoropsis laureci
Sphaerodoropsis laureci är en ringmaskart som beskrevs av Desbruyères 1980. Sphaerodoropsis laureci ingår i släktet Sphaerodoropsis och familjen Sphaerodoridae. Arten har ej påträffats i Sverige. Inga underarter finns listade i Catalogue of Life.